# Liste de substances toxiques pour les chats
Cette page présente une liste non exhaustive de substances toxiques pour les chats. Pour certaines substances mentionnées, l'effet toxique dépend de la dose administrée.

## Substances par ordre alphabétique

### A
- aminosides (lors de traitement de longue durée)[1]
- amitraze (acaricide)[1]
- antigel[2]
- aspirine[3]

### B
- bénomyl[2]
- brodifacoum[2]

### C
- caféine[4]
- produits caustiques[1]
- chloralose (herbicide, insecticide et raticide)[1]
- chloramphénicol (lors d'un usage prolongé et à dose élevée)[1]
- chlorophacinone[2] (pesticide)[1]
- coumatétralyle[2]

### D
- produits détergents[1]

- difénacoum[2]

### E
- éthylène glycol[1],[5]

### G
- glyphosate[1]

### H
- hydrocarbures[1]

### I
- ibuprofène[3]

### L
- lindane[1]

### M
- mercatodiméthur (insecticide et herbicide)[1]
- métaldéhyde[5]
- métaux lourds[1]
- méthiocarbe[2]

### O
- organochlorés[1]
- organophosphorés[2]

### P
- paracétamol[6]
- perméthrine[7]
- pyréthrinoïde[2]

### T
- tétramizole[1]
- thiophanage-méthyl[2]
- théobromine[8]

### X
- zylazine[1]
- xylitol (substitut du sucre)[8]